# Taukijärvi
Taukijärvi är en sjö i Kiruna kommun i Lappland och ingår i Torneälvens huvudavrinningsområde. Sjön har en area på 0,596 kvadratkilometer och ligger 457,1 meter över havet. Taukijärvi ligger i Torne och Kalix älvsystem Natura 2000-område.

## Delavrinningsområde
Taukijärvi ingår i det delavrinningsområde (765011-171196) som SMHI kallar för Utloppet av Taukijärvi. Medelhöjden är 480 meter över havet och ytan är 2,07 kvadratkilometer. Det finns inga avrinningsområden uppströms utan avrinningsområdet är högsta punkten. Vattendraget som avvattnar avrinningsområdet har biflödesordning 4, vilket innebär att vattnet flödar genom totalt 4 vattendrag innan det når havet efter 519 kilometer. Avrinningsområdet består mestadels av skog (70 procent). Avrinningsområdet har 0,6 kvadratkilometer vattenytor vilket ger det en sjöprocent på 28,8 procent.